# Суџа
Суџа (рус. Суджа) град је у Русији, у Курској области. Налази се близу границе са Украјином.

## Историја
Украјина је 6. августа 2024. покренула инвазију на Курску област. Украјина је окупирала делове Курске области у Русији. Украјинске снаге заузеле су неколико насеља, укључујући и Суџу. 
У марту 2025. године, руска војска је ушла у Суџу, повратила већину територије у Курској области коју је претходно окупирала Украјина.

## Становништво
| 1939. | 1959. | 1970. | 1979. | 1989. | 2002. | 2010. |
| ----- | ----- | ----- | ----- | ----- | ----- | ----- |
| 3.700 | 4.004 | 6.197 | 7.185 | 7.487 | 7.045 | 6.036 |